# جرذ القطن الأصحر البطن
جرذ القطن أصحر البطن (الاسم العلمي:Sigmodon fulviventer) (بالإنجليزية: Tawny-bellied Cotton Rat)‏ هو نوع من الحيوانات يتبع جنس جرذ القطن من فصيلة الفأرية.